# Recidiva (trestní právo)
Recidiva označuje v trestním právu stav, kdy se stejný pachatel opětovně dopustí trestného činu poté, co byl pravomocně odsouzen za spáchání jiného předcházejícího trestného činu. Pro recidivu nemá význam, zda předchozí odsouzení bylo pro nedbalostní nebo úmyslný trestný čin. Jedinou výjimkou z toho je tzv. zvlášť nebezpečná recidiva, která je možná pouze u zvlášť závažných zločinů.
V případě recidivy dochází ke zvýšení společenské škodlivosti pachatelova jednání, protože předchozí odsouzení zřejmě nesplnilo svůj výchovný a individuálně preventivní účel a nevedlo k jeho nápravě. Proto hraje významnou roli při posuzování trestnosti, a to zejména jako:
- obecně přitěžující okolnost (§ 42 písm. p) TrZ)
- okolnost umožňující mimořádné zvýšení trestu odnětí svobody (§ 59 odst. 1 TrZ)
- okolnost podmiňující zařazení pachatele do určitého typu věznice (§ 56 TrZ)
- okolnost podmiňující použití vyšší trestní sazby, která je obsažena v kvalifikovaných skutkových podstatách (např. § 205 odst. 2 TrZ)

Právní teorie recidivu člení na:
- obecnou recidivu – Pachatel po právní moci rozsudku za jiný jím spáchaný trestný čin znovu spáchá trestný čin.
- druhovou recidivu – Pachatel po právní moci rozsudku za jiný jím spáchaný trestný čin znovu spáchá trestný čin stejného druhu, např. opětovně spáchá majetkovou trestnou činnost, v jednom případě krádež, ve druhém podvod. Jednotícím kritériem je zde druhový objekt.
- speciální recidivu – Pachatel po právní moci rozsudku za jiný jím spáchaný trestný čin znovu spáchá ten stejný trestný čin, tedy specializuje se na jednu skutkovou podstatu: zloděj opakovaně páchá trestné činy krádeže, podvodník se opakovaně dopouští trestného činu podvod.
- zvlášť nebezpečnou recidivu – Týká se zvlášť závažných zločinů (§ 14 odst. 3 TrZ) a je tedy považována za mimořádně závažný jev. Proto lze v takovém případě jít při ukládání trestu nad horní hranici trestní sazby, kterou jinak zákon stanoví.